# 集福祿萬·巴喇札紹
集福祿萬·巴喇札紹（1957年10月18日—），中文名為曾華德，中國國民黨籍排灣族政治人物，屏東縣來義鄉南和村白鷺部落人，出身嘉馬嘉岸家族（Tjamatjaan），現任總統府原住民族歷史正義與轉型正義委員會委員、排灣族民族議會議長，曾任福建省政府秘書長、立法委員、臺灣省議員、來義鄉長。

## 外部連結
- . 數位典藏.   [2016-04-18]. （原始内容存档于2019-05-22）.
- 立法院-曾華德委員
- 曾華德 - 委員介紹 （页面存档备份，存于）